# Aldemir Bendine
Aldemir Bendine (Paraguaçu Paulista, 10 de diciembre de 1963) fue presidente del Banco de Brasil entre 2009 y 2015. Posteriormente fue nombrado jefe ejecutivo (CEO) de Petrobras.

## Biografía
De origen italiano, Bendine es hijo de inmigrantes llegados de la región de Emilia-Romagna, situada al norte de Italia. Cursó la enseñanza elemental en su región paulista y más tarde acudió al Colégio Estadual Diva Figueiredo Silveira. Cursó Ingeniería civil en el centro Presidente Prudente, pero tuvo que abandonarlo tras ingresar por oposición en el Banco de Brasil. Bendine trabajó para el Banco de Brasil desde los 17 años. Pasó por todos los escalafones del banco, hasta llegar a presidirlo. Después, Bendine fue nombrado CEO de Petrobras en febrero de 2015. Aldemir Bendine pertenece al consejo de administración de BRF desde septiembre de 2015.

## Carrera

### Banco de Brasil
Funcionario de carrera del Banco do Brasil, donde ingresó en 1978 como botones, pasó por numerosos puestos (Diretoria de Cartões, Varejo, Novos Negócios), antes de ser vicepresidente de la entidad. El 23 de abril de 2009 fue nombrado presidente del Banco de Brasil. En su toma de posesión, en abril de 2009, el entonces presidente Lula da Silva le impuso grandes desafíos: expandir el crédito para ayudar al crecimiento de la economía, contribuir a reducir las tasas de impuestos y consolidar la posición de la institución como el mayor banco del país. Durante su gestión, el que fuera cuarto presidente del BB durante el Gobierno de Lula da Silva casi duplicó la cartera de crédito del Banco do Brasil: de R$ 300 billones en 2009 a R$ 520 billones a finales de 2012. Los datos revelan el crecimiento de la institución en segmentos neurálgicos como la financiación inmobiliaria, que nunca fue el punto fuerte del banco. En el mismo período, el total de activos del BB subió de R$ 700 billones a más de R$ 1 trillón.
La gestión de Bendine abrigó algunas de las mayores operaciones financieras del Banco do Brasil. En 2009, la institución controló el banco Nossa Caixa. También en 2009, el BB se hizo con el 51% del Banco da Patagônia, en Argentina. También fue responsable de abrir el capital del BB a inversiones inmobiliarias (BB Seguridade). Al pronunciar el pregón en la Bolsa BM&FBovespa, en el centro de São Paulo, recordó algunos datos. El lanzamiento captó R$ 11,5 billones, el cuarto mayor lanzamiento de acciones de la Bolsa de São Paulo en su historia.
Bendine administró varias crisis con gran tenacidad. Asumió la presidencia del Banco do Brasil en abril de 2009, justo después de la quiebra de banca estadounidense del año anterior. Impulsó como presidente la agenda económica del Gobierno, al mismo tiempo que agradaba a los accionistas privados, que veían subir las acciones del banco cerca de un 90% en medio de la crisis financiera global.
También fue director ejecutivo de la Federação Brasileira de Bancos (Febraban), presidente de la Associação Brasileira das Empresas de Cartões e Serviços (Abecs), presidente del Consejo de Administración de CBSS (Visa Vale), así como presidente de las recién creadas BB Administradora de Cartões y BB Administradora de Consórcios.

### Petrobras
El 6 de febrero de 2015, la presidenta Dilma Rousseff le nombró presidente de la empresa estatal Petrobras en sustitución de Graça Foster, que renunció al cargo tras el estallido de la Operación Lava Jato. Bendine dejó el Banco do Brasil después de 37 años en la institución.
El primer desafío que afrontó Bendine fue, tras presentar el balance auditado del 3º trimestre de 2014, recuperar la credibilidad de la empresa. Estaba en juego una amenaza de "apagón financiero" que podría culminar con el vencimiento anticipado de su deuda por las dudas que ocasionaba el balance auditado del 3º trimestre de 2014. Petrobras aumentó su caja en 20 billones de reales, pasando de 80 billones de reales a 100 billones de reales durante la gestión de Bendine. Esa marca es el resultado directo del recorte de las inversiones y de la reducción de los costes operativos, principalmente en función del menor pago de royalties (fruto de la bajada del precio del barril de petróleo) y por la mayor importación de derivados, dada igualmente la bajada de la actividad económica, por lo que las reservas de la compañía bajaron por primera vez desde 2008. Durante su gestión, las reservas de la compañía pasaron de R$ 18 billones por año a casi R$ 30 billones, las mayores de la historia de Petrobras. Renunció al cargo el 30 de mayo de 2016.